# Esto (Florida)
Esto ist eine Stadt im Holmes County im US-Bundesstaat Florida.  Das U.S. Census Bureau hat bei der Volkszählung 2020 eine Einwohnerzahl von 341 ermittelt.

## Geographie
Esto liegt an der Grenze zu Alabama, grenzt im Osten direkt an die Stadt Noma und liegt rund 20 km nördlich von Bonifay. Tallahassee liegt etwa 160 km und Pensacola 180 km entfernt.

## Demographische Daten
Laut der Volkszählung 2010 verteilten sich die damaligen 364 Einwohner auf 175 Haushalte. Die Bevölkerungsdichte lag bei 63,9 Einw./km². 96,2 % der Bevölkerung bezeichneten sich als Weiße, 1,1 % als Afroamerikaner, 0,5 % als Indianer und 0,5 % als Asian Americans. 0,3 % gaben die Angehörigkeit zu einer anderen Ethnie und 1,4 % zu mehreren Ethnien an. 2,7 % der Bevölkerung bestand aus Hispanics oder Latinos.
Im Jahr 2010 lebten in 34,3 % aller Haushalte Kinder unter 18 Jahren sowie 35,1 % aller Haushalte Personen mit mindestens 65 Jahren. 67,9 % der Haushalte waren Familienhaushalte (bestehend aus verheirateten Paaren mit oder ohne Nachkommen bzw. einem Elternteil mit Nachkomme). Die durchschnittliche Größe eines Haushalts lag bei 2,72 Personen und die durchschnittliche Familiengröße bei 3,22 Personen.
26,9 % der Bevölkerung waren jünger als 20 Jahre, 23,9 % waren 20 bis 39 Jahre alt, 27,2 % waren 40 bis 59 Jahre alt und 22,0 % waren mindestens 60 Jahre alt. Das mittlere Alter betrug 39 Jahre. 48,9 % der Bevölkerung waren männlich und 51,1 % weiblich.
Das durchschnittliche Jahreseinkommen lag bei 30.625 $, dabei lebten 34,8 % der Bevölkerung unter der Armutsgrenze.
Im Jahr 2000 war Englisch die Muttersprache von 97,17 % der Bevölkerung und spanisch sprachen 2,83 %.

## Verkehr
Esto wird von den Florida State Roads 2 und 79 durchquert bzw. tangiert. Der Northwest Florida Beaches International Airport liegt rund 95 km südlich der Stadt.